# 마갈리 솔리에르
마갈리 솔리에르(Magaly Solier, 1986년 6월 11일 ~ )는 페루의 배우, 가수이다. 2009 과달라하라 국제 영화제에서 테레사 루이스와 여우주연상을 공동수상했다.

## 출연 작품
- 레타블로 (2017)
- 마가야네스 (2014)
- 블랙손 (2011)
- 아마도르 (2010)
- 알티플라노 (2009)
- 밀크 오브 소로우 - 슬픈 모유 (2009)
- 디오시스 (2008)
- 마데이누사 (2006)